# Snowden (film)
Snowden – francusko–niemiecko–amerykański film sensacyjny, dreszczowiec biograficzny o Edwardzie Snowdenie w reżyserii Olivera Stone’a. Zdjęcia kręcono w Monachium, Waszyngtonie, na Hawajach, w Hongkongu i w Tokio.
Film wszedł na ekrany polskich kin 18 listopada 2016 roku.

## Fabuła
Film opowiada historię Edwarda Snowdena, który przyczynił się do wycieku i upublicznienia wielu tajnych dokumentów w prasie.

## Obsada
- Joseph Gordon-Levitt jako Edward Snowden[2]
- Michael Benz jako Student CIA[2]
- Shailene Woodley jako Lindsay Mills[2]
- Joely Richardson jako Janine Gibson[2]
- Scott Eastwood jako Trevor James

## Nominacje
- 2016, festiwal Camerimage, Konkurs główny: Brązowa Żaba dla Anthony’ego Doda Mantle’a (za zdjęcia)[3]